# 沃利·里斯
沃尔特·史蒂文·里斯（英語：Walter Steven Ris，1924年1月4日—1989年12月25日），出生于伊利诺伊州芝加哥，美国男子游泳运动员。他在1948年夏季奥运会游泳比赛中获得2枚金牌。1966年，他正式进入國際游泳名人堂。